# ヨエル

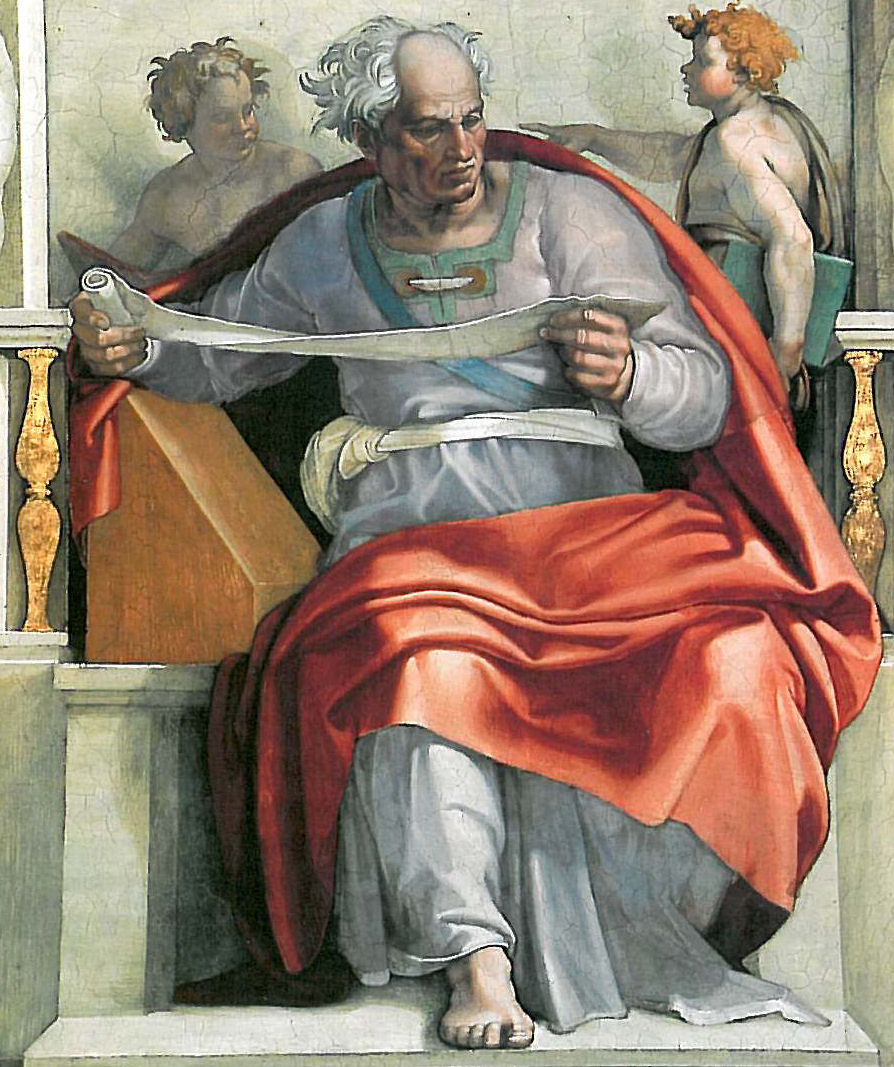
ミケランジェロ・ブオナローティのフレスコ画『預言者ヨエル』。システィーナ礼拝堂。

ヨエル（ヘブライ語: יוֹאֵל, Yoel, 希: Ἰωήλ）は、『旧約聖書』に登場する預言者である。十二小預言書のうち2番目に位置する「ヨエル書」の著者とされる。「ヨエル書」は初期アッシリア時代を舞台としているが、「ヤハウェの日」（Day of Yahweh）と関連するテキストの使用や、ヤハウェおよび諸国家に対する考え方から、プトレマイオス朝時代（紀元前301年から201年頃）に完成したと見なされている。

## 語源
ヨエルという名前は『ヘブライ語聖書』では「ヨエル書」の序文でペトエルの息子として一度だけ言及されている。この名前はユダヤ教の唯一神ヤハウェあるいはそれを指す聖四文字である YHWH に神を意味する接尾語エル（-el）を組み合わせたもので、「YHWH は神」あるいは「YHWH を神とする者」、つまり YHWH の崇拝者と翻訳されている。

## 生涯
一部の研究者はヨエルは紀元前9世紀の人物であると示唆しているが、他の研究者は前5世紀あるいは前4世紀頃の人物と見なしている。「ヨエル書」の年代も同様に議論されている。それを特定するのに役立つ可能性がある王についての言及は「ヨエル書」中に見出せない。「ヨエル書」にある古代ギリシア人の言及は、彼らがミュケーナイ時代（前1600年-前1100年頃）からユダ王国に接触していたことが知られていたため、研究者がテキストの年代を特定する助けにはならなかった。しかしながら「ヨエル書」にはユダ王国の苦しみと、確立されたエルサレム神殿についての言及がされていることから、何人かの研究者は「ヨエル書」の成立年代をバビロン捕囚後の時代、第二神殿建設後としている。ヨエルはもともとユダヤ人のユダ王国出身で、彼の預言におけるその顕著な特徴から判断すると、彼が生きた年代によってはソロモン神殿あるいは第二神殿の儀式に関係のあった預言者だった可能性が高い。
古い伝承によれば、ヨエルはイスラエル北部のグシュ・ハラヴに埋葬された。現在、同地の西の郊外には、古代のいくつかの岩窟墓を含む、長年にわたってヨエルの墓と考えられてきた建造物が存在する。

## キリスト教
正教会暦ではヨエルの祝日は10月19日である。ローマ殉教録では7月13日、アルメニア使徒教会の聖人暦では他の十二小預言者とともに7月31日に祝われる。
ヨエルの預言の言葉「わたしはすべての肉なる者にわたしの霊を注ぐ。そうすればあなたがたの息子や娘たちは預言をし、あなたがたの老人たちは夢を見、あなたがたの若者たちは幻を見るであろう」は、聖ペテロによってペンテコステ（聖霊降臨）の説教の中で引用された。「使徒言行録」によると、聖霊に満たされた使徒たちはパルティア、エラム、メソポタミア、カッパドキア、ポントス、プリュギア、エジプト、ローマ、クレタ、アラビアといった様々な地域の言葉で語り合うという不可思議な体験をした。その様子を目撃した様々な地域から集まっていたユダヤ人たちはいぶかしみ、他の人々は「新しい酒で酔っ払ったのだろう」と嘲った。しかし聖ペテロは「ヨエル書」第2章28節以下を引用し、酔ったのではなくヨエルの預言したことが起きたと主張し、人々に教えを説いた。
正教会の賛美歌によると、古代の賛美歌作者アナトリオスは、ヨエルの預言をキリストの誕生と結びつけた。アナトリオスは「ヨエル書」第2章の「わたしはまた天と地にしるしを示そう。すなわち血と、火と、煙の柱があるであろう」のうち、「血」はイエス・キリストの受肉を指し、「火」はキリストの神性、「煙の柱」は聖霊を指すと述べた。

## ギャラリー

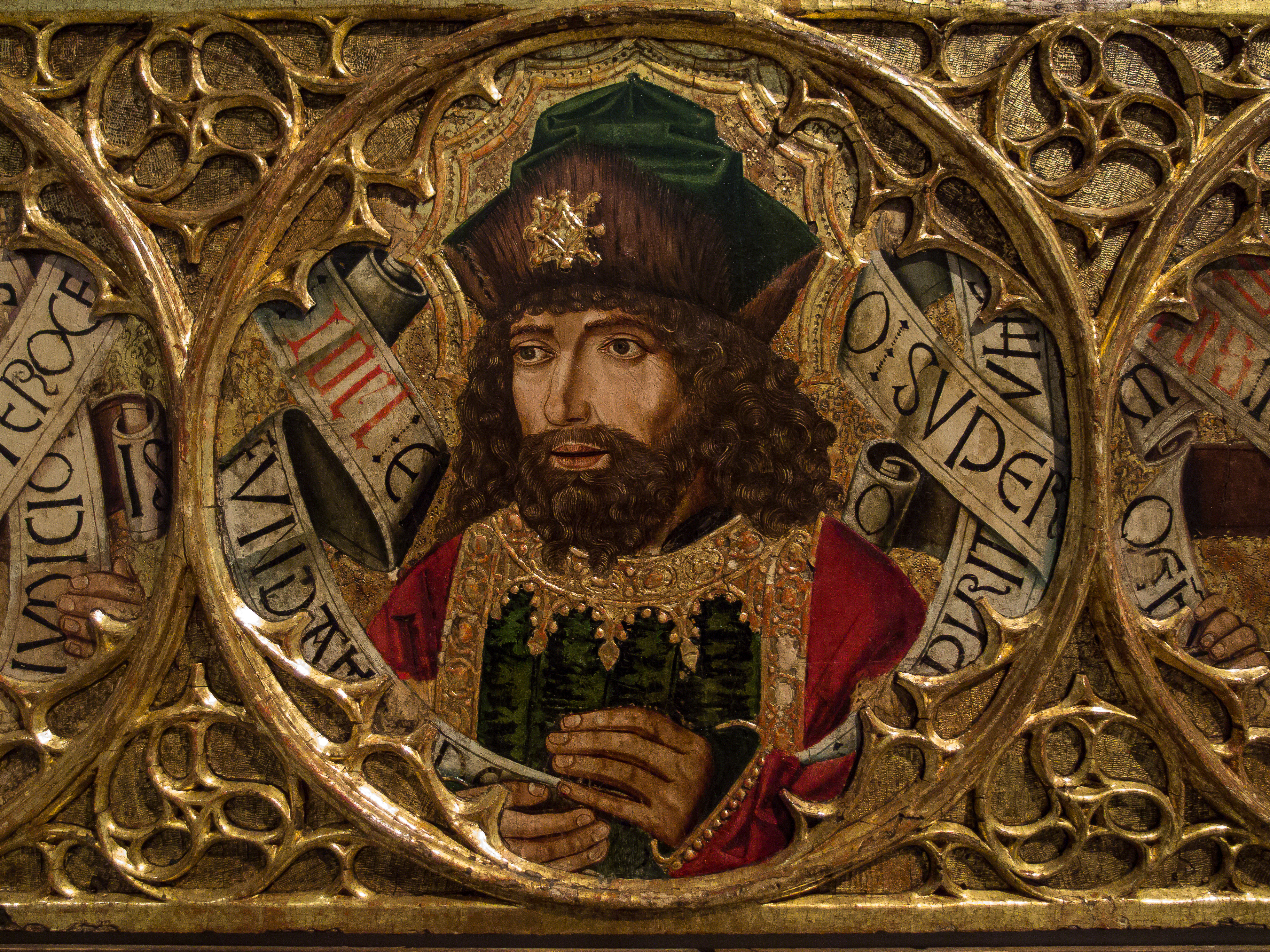
マルティン・ベルナトとミゲル・ヒメネス（英語版）『預言者ヨエル』1481年-1487年頃 サラゴサ美術館（英語版）所蔵
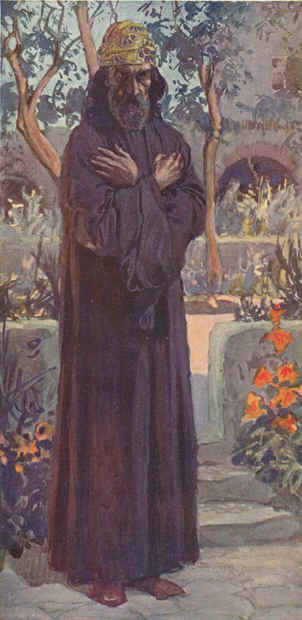
ジェームズ・ティソ『預言者ヨエル』1896年-1902年頃 ユダヤ博物館（英語版）所蔵